# Markus Oberleitner
Markus Oberleitner (Monaco di Baviera, 16 agosto 1973) è un ex calciatore tedesco, di ruolo centrocampista.